# Digonodes gemela
Digonodes gemela är en fjärilsart som beskrevs av Paul Dognin 1894. Digonodes gemela ingår i släktet Digonodes och familjen mätare. Inga underarter finns listade i Catalogue of Life.